# 戴景瑞
戴景瑞（1934年9月1日—），辽宁海城人，是中国玉米遗传育种专家。

## 生平
1963年毕业于北京农业大学农学系研究生班。2001年当选为中国工程院院士。